# Liste der Monuments historiques in Thiescourt
Die Liste der Monuments historiques in Thiescourt führt die Monuments historiques in der französischen Gemeinde Thiescourt auf.

## Liste der Bauwerke
| Bezeichnung                          | Beschreibung    | Standort | Kennzeichnung | Schutzstatus | Datum | Bild           |
| ------------------------------------ | --------------- | -------- | ------------- | ------------ | ----- | -------------- |
| Französischer und deutscher Friedhof | 20. Jahrhundert | (Lage)   | PA60000094    | Inscrit      | 2016  | weitere Bilder |
| Carrière du Chauffour                | Erbaut 1914     | (Lage)   | PA60000021    | Inscrit      | 1999  | weitere Bilder |
| Kirche                               |                 |          | PA00114920    | Classé       | 1921  | weitere Bilder |

## Liste der Objekte
- Monuments historiques (Objekte) in Thiescourt in der Base Palissy des französischen Kultusministeriums